# Hoàng Quýnh
Hoàng Quýnh (chữ Hán: 黃炯; ? – 1840) là một nhà chính trị và vị quan thời nhà Nguyễn. Ông là quan chức phẩm hàm tòng nhị phẩm dưới thời vua Minh Mạng. Ônglà người được Minh Mạng tin cậy và có vai trò quan trọng trong những cải cách hành chính dưới thời Minh Mạng.

## Thân thế và sự nghiệp
Ông vốn là cựu thần trong phủ hoàng tử của Minh Mạng. Sự thành lập Văn thư phòng cũng có một phần của Hoàng Quýnh.
Vai trò của ông chủ yếu xoay quanh Văn thư phòng và Nội các. Tuy nhiên, ông cũng được Minh Mạng phái các công việc giám sát, theo dõi, xử lý ở Nghệ An, Thái Nguyên, Nam Định và Campuchia.

## Đánh giá
Trong Đại Nam thực lục, Hoàng Quýnh được miêu tả là "người ngay thẳng, gặp việc dám nói, vua cũng dung nạp."
Sau khi Hoàng Quýnh qua đời, Minh Mạng từng nói: "Quýnh là cựu thần của ta, tính ngu nhưng thẳng, ăn nói càn rỡ táo bạo, đến phải giáng điệu. Nhưng được cái thanh liêm, giữ gìn làm quan còn tốt, nay nghe tin ốm chết, trẫm rất thương tiếc."